# Georges Masselot
Georges Masselot, né le 23 avril 1911 à Maktar (Tunisie) et mort le 1er juin 2002 à Pau (Pyrénées-Atlantiques), est un officier parachutiste français ayant participé à la Seconde Guerre mondiale, à la guerre d'Indochine et à la guerre d'Algérie. Il commande le 18e régiment de chasseurs parachutistes pendant la guerre d'Algérie et participe au putsch d'Alger en avril 1961.

## Biographie
Descendant d'une famille de Bougie en Algérie, il sert d'abord dans les tirailleurs algériens, avant de rejoindre la Légion étrangère en 1936. 
Blessé grièvement pendant la bataille de France le 13 juin 1940, dans les rangs du 12e REI, il participe ensuite à la campagne de Tunisie, où il est à nouveau blessé en mai 1943, puis, au sein du Régiment de marche de la Légion étrangère (RMLE), au débarquement de Provence, à la bataille d'Alsace et à la campagne d'Allemagne. 
Fait chevalier de la Légion d’Honneur, à titre exceptionnel, en avril 1945, en Allemagne et décoré par le général de Gaulle, il combat ensuite en Indochine, où il effectue trois séjours de 1946 à 1955.  Il est promu officier de la Légion d’Honneur, de nouveau à titre exceptionnel en 1952. 
De 1956 à 1961, il participe à la guerre d'Algérie. Promu commandeur de la Légion d'honneur en 1959, toujours à titre exceptionnels, puis  lieutenant-colonel en 1960 , il commande le 18e RCP et participe au putsch d'Alger du 22 au 27 avril 1961 ce qui met un terme à sa carrière militaire. Interné à la prison de la Santé en même temps que le lieutenant-colonel Lecomte  commandant du 14e RCP, le lieutenant-colonel de la Chapelle commandant du 1er régiment étranger de cavalerie (1er REC) et le commandant Cabiro, puis jugé par le Haut Tribunal militaire, il est rayé des contrôles de l'armée d'active et condamné à huit ans de détention criminelle le 28 juin 1961. 
Libéré en juillet 1965, il fait une seconde carrière dans le civil.
Après onze ans dans l'immobilier, il prend sa retraite et devient président d’honneur de l’Association pour la mémoire de l’Empire français. 
Il est réintégré, en 1984, dans son grade avec ses décorations. 
Titulaires de 15 citations dont 10 à l'ordre de l'armée, il meurt le 1er juin 2002 à Pau et est inhumé à Gan (Pyrénées-Atlantiques).

## Décorations
- Commandeur de la Légion d'honneur  (décret du 30 juin 1959)
- Croix de guerre 1939–1945
- Croix de guerre des Théâtres d'opérations extérieurs
- Croix de la Valeur militaire